# Lista de aeroportos da Região Sul do Brasil por movimento
Esta é uma lista dos aeroportos mais movimentados da região sul do Brasil de acordo com a Agência Nacional de Aviação Civil (ANAC) no ano de 2021.

## Movimento em 2021
| Pos. | Class.  | Aeroporto                                | Passageiros | Cidade               | Estado            |
| 1º   | Estável | Aeroporto Internacional de Porto Alegre  | 4 676 388   | Porto Alegre         | Rio Grande do Sul |
| 2º   | Estável | Aeroporto Internacional de Curitiba      | 3 073 364   | São José dos Pinhais | Paraná            |
| 3º   | Estável | Aeroporto Internacional de Florianópolis | 2 252 963   | Florianópolis        | Santa Catarina    |
| 4º   | Estável | Aeroporto Internacional de Navegantes    | 1 361 562   | Florianópolis        | Santa Catarina    |
| 5º   | Estável | Aeroporto Internacional de Foz do Iguaçu | 926 799     | Foz do Iguaçu        | Paraná            |
| 6º   | Estável | Aeroporto de Londrina                    | 423 380     | Londrina             | Paraná            |
| 7º   | Estável | Aeroporto de Maringá                     | 409 396     | Maringá              | Paraná            |
| 8º   | Estável | Aeroporto de Chapecó                     | 391 201     | Chapecó              | Santa Catarina    |
| 9º   | 1       | Aeroporto de Cascavel                    | 170 119     | Cascavel             | Paraná            |
| 10º  | 1       | Aeroporto de Joinville                   | 163 937     | Joinville            | Santa Catarina    |

1. ↑  «Dados Estatísticos - Ranking dos Aeroportos ANAC». Consultado em 7 de abril de 2022